# Aegiphila cephalophora
Aegiphila cephalophora là một loài thực vật có hoa trong họ Hoa môi. Loài này được Standl. mô tả khoa học đầu tiên năm 1929.